# 陸上自衛隊冬季戦技教育隊
陸上自衛隊冬季戦技教育隊（りくじょうじえいたいとうきせんぎきょういくたい、JGSDF Cold Weather Combat Training Unit）は、陸上自衛隊真駒内駐屯地（北海道札幌市南区）に所在する北部方面混成団隷下の教育隊であり、日本唯一の冬季戦専門部隊である。

## 概要
通称CWCTまたは冬季レンジャー。隊長は、1等陸佐（三）が充てられる。

部隊内にあった特別体育課程教育室からは、冬季オリンピックのバイアスロンなどの競技で毎回、日本代表選手を送り込んでいた（2015年（平成27年）度末に自衛隊体育学校隷下へ編成替）。

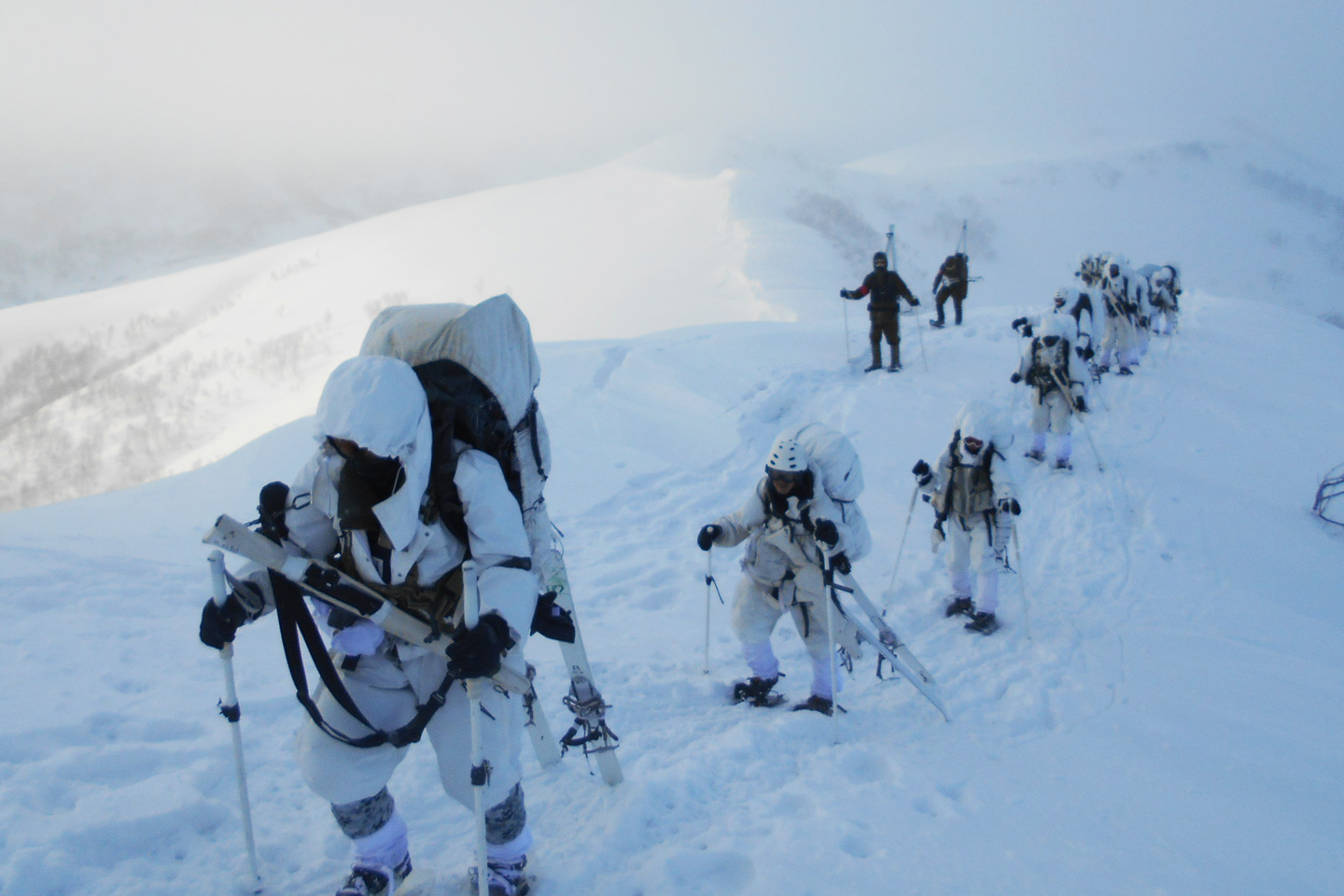
冬季戦技教育隊による冬季遊撃課程

陸上自衛隊では、1956年（昭和31年）に富士学校にレンジャー研究課程を設置、1958年（昭和33年）には研究課程から正規の課程に昇格させて、体制を拡充した。そして、1960年（昭和35年）2月には倶知安駐屯地において普通科レンジャーによる冬季訓練が行われたが、零下30度の厳寒での訓練は、陸曹クラスの大ベテランが男泣きするほどの過酷さであった。この経験を踏まえて、同年5月15日、北部方面総監部第三部に特別戦技訓練隊準備室（室長村田1佐）が設置された。そして1961年（昭和36年）2月28日、倶知安駐屯地において、正安1佐のもと、特別戦技訓練隊が発足した。幹部10名・陸曹19名の体制で、遊撃班とスキー班が設置されていた。
1962年（昭和37年）4月16日には名寄駐屯地に移駐し、1964年（昭和39年）8月15日には北部方面隊特別戦技訓練隊（北方特戦隊）として隷属替えされた。1967年（昭和42年）には、旭川市で行われた第2師団の創立記念パレードで、"Ranger"と染め抜かれた隊旗を先頭に、黒いベレー帽を被った隊員が行進に参加し、物議を醸した。1970年（昭和45年）には真駒内駐屯地に移駐し、1971年（昭和46年）7月、札幌駐屯地にあった北部方面スキー訓練隊を統合して、冬季戦技教育隊と改称した。その後、2011年（平成23年）4月22日には、北部方面混成団新編に伴う処置で北部方面直轄部隊から北部方面混成団隷下へと編成替えが行われた。

## 沿革
特別戦技訓練隊準備室
- 1960年（昭和35年）5月15日：北部方面総監部第三部に特別戦技訓練隊準備室が設置。

特別戦技訓練隊
- 1961年（昭和36年）2月28日：倶知安駐屯地において特別戦技訓練隊が発足。

- 1962年（昭和37年）4月16日：特別戦技訓練隊が倶知安駐屯地から名寄駐屯地に移駐。

- 1964年（昭和39年）8月15日：北部方面隊特別戦技訓練隊（北方特戦隊）として隷属替えされた[3]。

- 1970年（昭和45年）：北部方面隊特別戦技訓練隊が名寄駐屯地から真駒内駐屯地に移駐[3]。

冬季戦技教育隊
- 1971年（昭和46年）7月：札幌駐屯地にあった北部方面スキー訓練隊を統合して、冬季戦技教育隊に改称[4][6]。

- 2011年（平成23年）4月22日：北部方面混成団新編に伴う処置で北部方面直轄部隊から北部方面混成団隷下へと編成替え。
- 2016年（平成28年）3月28日：特別体育課程教育室を冬季特別体育教育室として自衛隊体育学校隷下へ移管。

## 編制

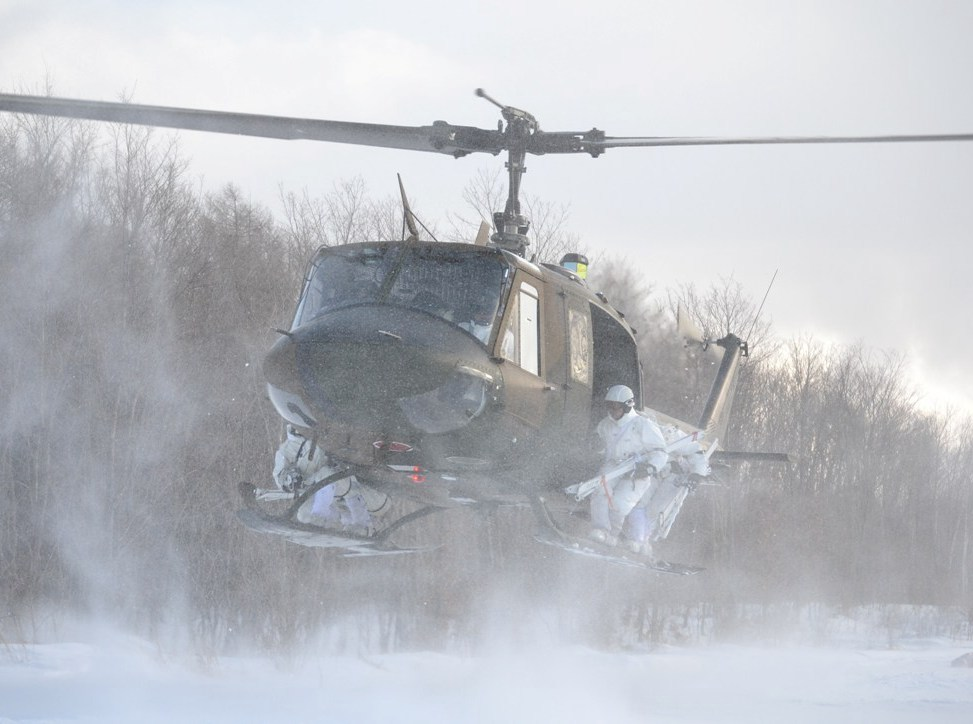
スキーを携行し、UH-1Jから展開する隊員

主に冬季レンジャー課程の指導を行う戦闘戦技教育室、冬季戦闘時の部隊運用の研究を行う調査研究室、バイアスロンやスキーの教育訓練を行う特別体育課程教育室からなっていた。これらのうち、オリンピック特別強化選手らからなる特別体育課程教育室には、現在40人弱の男女隊員が所属しており、将来の自衛隊体育指導者としての教育訓練を積みつつ、冬季オリンピックでのメダル獲得を目指し日々訓練を重ねていたが、2016年（平成28年）3月、自衛隊体育学校隷下に編成替えとなった。現在は戦闘戦技教育室、調査研究室からなる。
他にも全日本スキー連盟デモンストレーターの資格を持つ隊員が所属しており、スキー技術の指導にあたる指導者の技術の向上および新しい技術の習得を狙いとして、毎年、全日本スキー技術選手権大会に参加している。部隊全体としても他の部隊に教育訓練等の指導を行いながら、「特殊部隊」としての練度維持のため過酷な訓練を行っている。高度なスキー技術を組み合わせた国内でも屈指の戦闘技術を誇る部隊である。

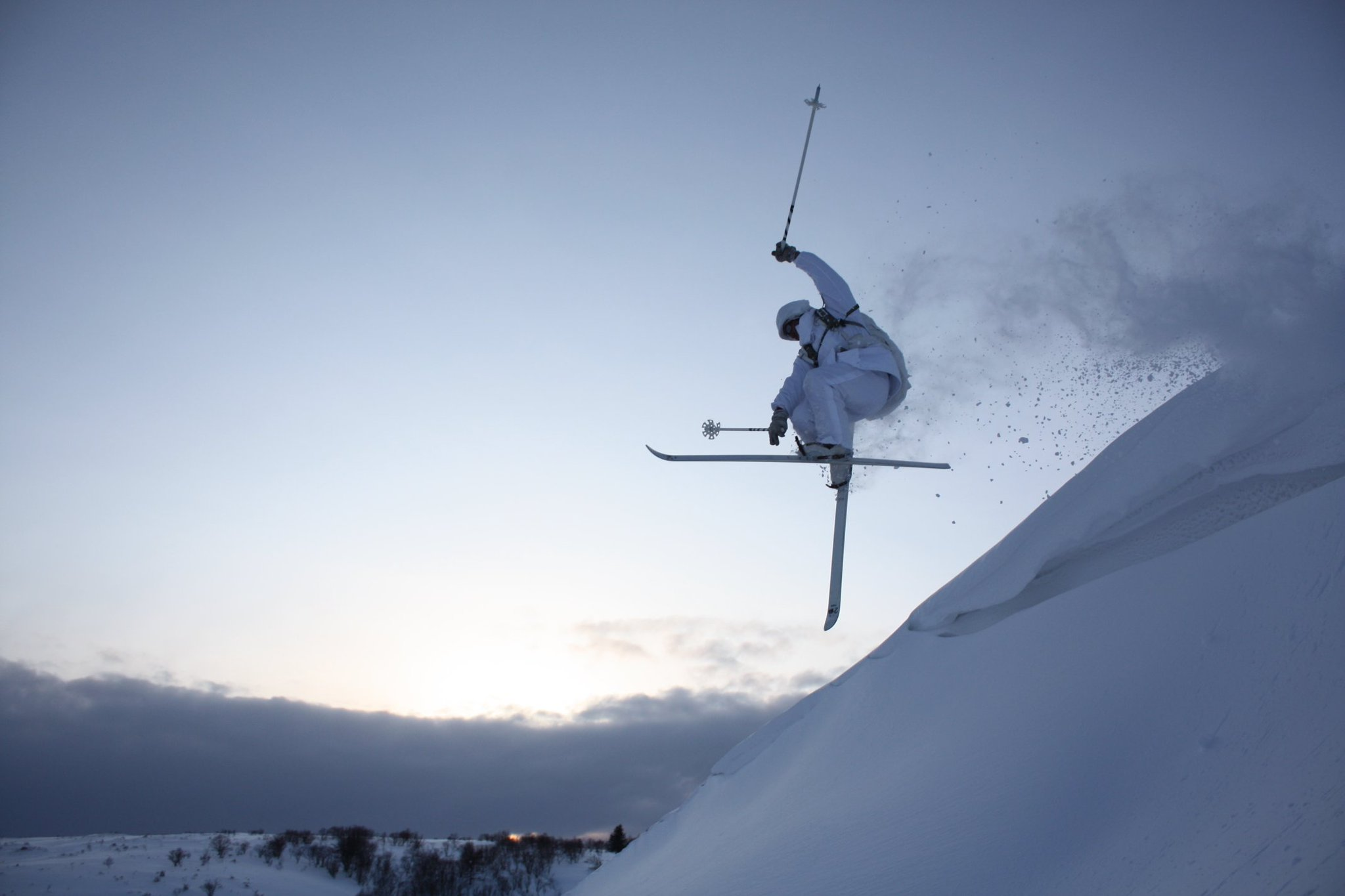
スキー滑走を行う隊員

北海道は寒冷・豪雪地域であり、かつて、ソビエト連邦と対峙する第一線であった。そのため、北方重視の戦略をとっていた陸上自衛隊は兵力・装備を集中させており、冬季の戦闘術の研究は必須であった。そのため、冬季戦技教育隊では、低視認性装備や隊員の体力低下・損害を防ぐ戦技の研究・開発に力を注いできた。それにより、雪中戦においては装備でも運用でもアメリカ陸軍をも凌ぐと言われている。アメリカ軍においても積雪寒冷地部隊の全員がスキー技術を習得していることはなく、自衛隊の雪中戦での戦闘能力の高さは世界屈指であると言われている。
近年においては新型スキー板の研究・開発に力を入れており、現在は従来型の2 m近い長さで直線型のスキー2型を改良した、全長が短く先端部と後部が広がった形状のカービングスキータイプのスキー3型を開発中である。これに合わせて伸縮可能な新型ストックや新型かんじき、新型白色外衣の開発も進められており、雪中での戦闘能力のさらなる向上が図られている。これらは従来型よりも厳しい環境下で効果的なものとなっており、新型かんじきは深雪や斜面にも対応する大型のものになっている。すでに一部の部隊では試験運用が始まっている。
かつては、対ソ連の特殊部隊的な側面が強く、レンジャー課程を優秀な成績で修了した屈強な隊員が各部隊から選抜されて所属し、さらに過酷な訓練を積むという超精鋭部隊であった。現在は、オリンピックの選手の養成機関という側面がクローズアップされがちだが、特殊部隊としての練度も維持しており、陸上総隊直轄の特殊作戦群と活発に合同訓練を行っている。また、警察官に対するレンジャー訓練も実施しているため、各県警SATとも交流が持たれている。
その他にも原子力発電所の警備訓練や自衛隊の装備するあらゆる個人用携帯火器の訓練、潜水訓練、強襲用ゴムボートによる渡河訓練等の夏季の訓練も頻繁に行われている。有事の際には隊員・装備等の編成を教育隊から特殊部隊へと編成換えするものとされているが、詳細は明らかにされていない。
アメリカ陸軍等に所属する積雪寒冷地専門部隊と戦闘技術やサバイバル技術等の技術交流を積極的に行っており、その技術・能力は高く評価されている。その他、東野圭吾の『夢はトリノをかけめぐる』においては特別体育課程教育室について取材が行われている。
- 冬季戦技教育隊本部
- 調査研究室
- 戦闘戦技室[9]

## 実施されている教育
- 冬季遊撃課程：2009年（平成21年）度に従来の集合訓練から課程教育化された。
- 上級スキー指導官養成 / 練成訓練
- 初級幹部冬季戦技集合訓練
- 警察レンジャー教育：東北方面隊と隔年で担当している。

冬季戦技教育隊でレンジャー教育を受けると、冬季遊撃レンジャーの資格が与えられる。これは通常のレンジャー教育と異なり、修了者には特別なレンジャー徽章が与えられる。

## 主要幹部
| 官職名                     | 階級          | 氏名   | 補職発令日     | 前職             |
| -------------------------- | ------------- | ------ | -------------- | ---------------- |
| 陸上自衛隊冬季戦技教育隊長 | 1等陸佐（三） | 聖德猛 | 2023年12月01日 | 第18普通科連隊長 |

| 代 | 氏名               | 在職期間                                                    | 前職                                                           | 後職                                 |
| -- | ------------------ | ----------------------------------------------------------- | -------------------------------------------------------------- | ------------------------------------ |
| 01 | 能登路達郎         | 1971年07月24日 - 1972年07月16日                             | 北部方面総監部補給課長                                         | 陸上自衛隊需品補給処落下さん部長     |
| 02 | 長谷田晃           | 1972年07月17日 - 1974年03月15日                             | 第28普通科連隊長 兼 函館駐屯地司令 兼 青函地区輸送連絡隊副隊長 | 北部方面総監部付                     |
| 03 | 伊藤昇一           | 1974年03月16日 - 1977年03月15日 ※1975年01月01日 1等陸佐昇任 | 陸上自衛隊冬季戦技教育隊副隊長 （2等陸佐）                     | 北部方面総監部総務課勤務             |
| 04 | 寺本和之           | 1977年03月16日 - 1980年03月16日 ※1978年04月01日 1等陸佐昇任 | 第3普通科連隊副連隊長 （2等陸佐）                              | 陸上自衛隊北海道地区補給処 総務部長  |
| 05 | 笠松徹三           | 1980年03月17日 - 1982年03月15日 ※1981年03月16日 1等陸佐昇任 | 北部方面総監部監察官付 （2等陸佐）                             | 第26普通科連隊長 兼 留萌駐とん地司令 |
| 06 | 井上博司           | 1982年03月16日 - 1984年03月15日 ※1982年07月01日 1等陸佐昇任 | 遠軽駐屯地業務隊長 （2等陸佐）                                 | 陸上自衛隊需品学校学校教官           |
| 07 | 竹家良輔           | 1984年03月16日 - 1987年03月15日 ※1984年07月01日 1等陸佐昇任 | 第6戦車大隊長 兼 大和駐屯地司令 （2等陸佐）                    | 第1機甲教育隊長                      |
| 08 | 藤巻功悦           | 1987年03月16日 - 1988年07月31日 ※1987年08月01日 1等陸佐昇任 | 真駒内駐屯地業務隊長 （2等陸佐）                               | 北部方面総監部勤務                   |
| 09 | 鎌田正樹           | 1988年08月01日 - 1991年07月31日                             | 北部方面総監部総務部勤務                                       | 北部方面総監部勤務                   |
| 10 | 野村武昌           | 1991年08月01日 - 1993年07月31日                             | 第11師団司令部監察官                                           | 北部方面総監部勤務                   |
| 11 | 乗安充和           | 1993年08月01日 - 1994年07月31日                             | 第2師団司令部監察官                                            | 陸上自衛隊業務学校学校教官           |
| 12 | 神田和穂           | 1994年08月01日 - 1996年07月31日                             | 北部方面総監部総務部広報室長                                   | 北部方面総監部人事部厚生課長         |
| 13 | 加藤幸治           | 1996年08月01日 - 1998年07月31日                             | 北部方面総監部調査部資料課長                                   | 第2師団司令部監察官                  |
| 14 | 椛村天臣           | 1998年08月01日 - 2000年07月31日 ※1999年07月01日 1等陸佐昇任 | 第7師団司令部総務課長 （2等陸佐）                              | 第11師団司令部監察官                 |
| 15 | 下保英幸           | 2000年08月01日 - 2002年07月31日 ※2001年01月01日 1等陸佐昇任 | 第2師団司令部第1部長 （2等陸佐）                               | 第17普通科連隊長 兼 山口駐屯地司令   |
| 16 | 岸良和典           | 2002年08月01日 - 2004年11月30日                             | 第2師団司令部第1部長                                           | 陸上自衛隊幹部学校教育部教務課長     |
| 17 | 四月朔日徹         | 2004年12月01日 - 2006年08月03日                             | 第2師団司令部第4部長                                           | 第28普通科連隊長 兼 函館駐屯地司令   |
| 18 | 小林勇夫           | 2006年08月04日 - 2008年03月25日 ※2008年01月01日 1等陸佐昇任 | 第11対戦車隊長 兼 倶知安駐屯地司令 （2等陸佐）                 | 陸上自衛隊幹部学校学校教官           |
| 19 | 大川浩史           | 2008年03月26日 - 2009年07月31日 ※2009年01月01日 1等陸佐昇任 | 北部方面総監部人事部勤務 （2等陸佐）                           | 陸上自衛隊幹部学校学校教官           |
| 20 | 坂井桂介           | 2009年08月01日 - 2011年03月22日                             | 陸上自衛隊北海道補給処 装備計画部企画課長                      | 北部方面総監部付                     |
| 21 | 堤秀一             | 2011年03月23日 - 2012年12月03日 ※2011年07月01日 1等陸佐昇任 | 陸上自衛隊富士学校勤務 （2等陸佐）                             | 第50普通科連隊長 兼 高知駐屯地司令   |
| 22 | 平田雄嗣           | 2012年12月04日 - 2015年03月31日 ※2013年01月01日 1等陸佐昇任 | 特殊作戦群副群長 （2等陸佐）                                   | 第13普通科連隊長 兼 松本駐屯地司令   |
| 23 | 柳田孝臣           | 2015年04月01日 - 2017年07月31日 ※2015年07月01日 1等陸佐昇任 | 陸上自衛隊富士学校勤務 （2等陸佐）                             | 西部方面総監部人事部厚生課長         |
| 24 | 山口尚 （2等陸佐） | 2017年08月01日 - 2020年03月15日                             | 第14普通科連隊副連隊長 （2等陸佐）                             | 習志野駐屯地業務隊長                 |
| 25 | 中塚修一           | 2020年03月16日 - 2023年11月30日                             | 東北方面総監部装備部後方運用課長                               | 第7師団司令部付                      |
| 26 | 聖德猛             | 2023年12月01日 -                                            | 第18普通科連隊長                                               |                                      |

## 主な選手等
- 井佐英徳
- 鈴木芙由子
- 高橋涼子（元在隊者・長野冬季五輪6位入賞）
- 吉田圭伸

## 主要装備
- 1/2tトラック / 73式小型トラック
- 3 1/2tトラック / 73式大型トラック
- 64式7.62mm小銃
- 89式5.56mm小銃
- 62式7.62mm機関銃
- 9mm拳銃
- 5.56mm機関銃MINIMI
- 84mm無反動砲
- 110mm個人携帯対戦車弾

## 関連作品
TV番組
『1×8いこうよ!』
札幌テレビ放送制作、NNS加盟局を中心として関東地方のJAITS加盟局の一部とビデオ・オン・デマンドほかで放送・配信している、木村洋二、大泉洋ら出演のバラエティ番組。冬季五輪企画でたびたび登場。
　
アニメ・漫画
『OBSOLETE』
第3話で日系人のミヤジマ米軍中尉が冬季戦技教育隊の交換将校になりすまし、インド陸軍の山岳部隊のもとに訪れる。
『魔法少女特殊戦あすか』
特殊作戦群M班の隊員として冬季戦技教育隊の出身者が登場。
　
小説
『ゴルゴタ』
深見真の小説。登場人物の一人である古馬里香が特別体育過程教室（自衛隊体育学校への編成替え前）の出身。
『ミッドナイトイーグル』
映画『ミッドナイト・イーグル』の原作小説。日本アルプスに墜落した架空の米軍ステルス爆撃機「B-3Aミッドナイトイーグル」の墜落現場へと派遣されている。主要登場人物の伍島亨一等陸尉も所属している。
『黙示の島』
元隊員が登場。作中では、冬季戦技教育隊がヴェトナム戦争に極秘で隊員15名を派遣しており、前述の元隊員もヴェトナムに派遣されて実戦を経験した隊員の一人という設定となっている。